# Conrad Busken Huet

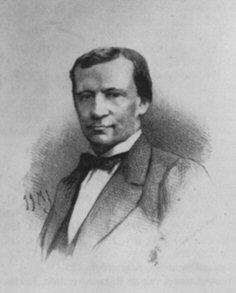
Conrad Busken Huet

Conrad Busken Huet (Haia, 28 de dezembro de 1826 – Paris, 1 de maio de 1886) foi um crítico literário neerlandês.
Ele foi seminarista e, depois de estudar em Genebra e Lausana, foi nomeado pastor da capela Walloon, em Haarlem, no ano de 1851. Em 1853, os escrúpulos de sua consciência obrigaram-no a renunciar ao cargo; então, após tentar a sorte no jornalismo, foi para Java em 1868 como editor de um jornal. Antes disso, entretanto, Busken Huet havia iniciado carreira como escritor, mas só em 1872 ele tornou-se famoso pela primeira série de suas Fantasias Literárias, um título no qual ele gradualmente reuniu em sucessivos volumes tudo o que havia de mais durável em seu trabalho como crítico. Seu único romance, Lidewyde, foi escrito sob grande influência francesa.
Após voltar da Indonésia, Busken Huet permaneceu pelo resto da vida em Paris. Desprovido de toda a obstinação sectária do início de sua vida, ele levou a luz européia à fraca literatura dos Países Baixos no século XIX, tornando-se o autor preferido no gosto literário neerlandês. Conrad Busken Huet também foi o autor de uma descrição de Pier Gerlofs Donia baseado em texto atribuído a Petrus Thaborita.